# Koyaanisqatsi
Koyaanisqatsi è un film sperimentale del 1982 diretto da Godfrey Reggio. È il primo film della trilogia qatsi, che comprende inoltre Powaqqatsi (1988) e Naqoyqatsi (2002).

## Trama
Il film non ha né trama né dialogo. Si tratta di un collage di vari filmati, spesso accelerati o rallentati, che vogliono soprattutto raffigurare lo sviluppo della civiltà umana così come la conosciamo.
Il film guida lo spettatore attraverso un viaggio che inizia con la Natura, per passare successivamente all'intervento dell'uomo e diventa sempre più frenetico, il tutto sottolineato da una colonna sonora minimalista di Philip Glass.
Verso il finale sono mostrate immagini di microchip e fotografie satellitari raffiguranti aree metropolitane. Alcune riprese mostrano persone di tutti i ceti sociali, dai mendicanti alle debuttanti. L'ultima sequenza mostra il decollo di un razzo, che tuttavia esplode pochi secondi dopo il lancio. Il montaggio vuole far credere che si tratti di un solo missile, quando, in realtà, furono usati due filmati diversi: la prima sequenza di filmati proviene dal lancio del razzo Saturn V (Apollo 11), mentre la successiva ritrae l'esplosione del primo razzo Atlas-Centaur maggio del 1962. La cinepresa insegue i detriti di un motore in fiamme e le scie di vapore bianco e fumo in contrasto con il cielo azzurro, mentre i detriti precipitano a terra. Alla fine della sequenza, sullo schermo compaiono la traduzione del termine Koyaanisqatsi e della profezia cantata durante l'ultimo spezzone del film. Il film si conclude con una ripresa di arte rupestre simile a quella presente all'inizio della pellicola.

## Produzione
A metà degli anni settanta, Godfrey Reggio, impiegato all'Institute for Regional Education, inizia a lavorare ad un documentario innovativo avente come motivo basilare la natura e la vita moderna.
Nel 1976 lui e Ron Fricke iniziano a girare il film, che richiederà 6 anni di riprese, montaggi, nuove riprese e rimontaggi prima di essere completato.
Koyaanisqatsi è una parola della lingua amerindia hopi e significa "vita in tumulto", oppure "vita folle; vita tumultuosa; vita in disintegrazione; vita squilibrata; condizione che richiede un altro stile di vita".

## Distribuzione
Inizialmente, Koyaanisqatsi non era stato pensato per la grande distribuzione, posta la tecnica narrativa innovativa priva di trama, attori e dialoghi e per i particolari temi trattati, presentandosi piuttosto come un lavoro sperimentale e didattico adatto per le scuole, i musei o per i festival cinematografici. Fu Francis Ford Coppola, dopo aver sentito del lavoro di Reggio e dopo averne preso visione, a decidere di aiutare nella promozione del film. Nei crediti iniziali il film è accompagnato dalla dicitura "Francis Ford Coppola presents", sebbene il regista di Detroit non abbia avuto alcun ruolo tecnico o artistico nella realizzazione del film.
Il film è stato proiettato per la prima volta il 28 aprile 1982 al Santa Fe Film Festival. Successivamente è stato proiettato al Telluride Film Festival in agosto e al New York Film Festival nel settembre dello stesso anno. La Triumph Film si era offerta di distribuire il film, ma Reggio rifiutò per lavorare con una compagnia più piccola, in modo da avere un maggiore coinvolgimento in fase di distribuzione. Scelse così la Island Alive, fondata nel 1983 da Chris Blackwell della Island Records. Koyaanisqatsi è stato così il primo film distribuito dalla Island Alive. La prima fase di distribuzione è stata avviata a San Francisco, al Castro Theatre, il 27 aprile 1983. I produttori hanno speso 6.500 dollari in marketing, ottenendo un guadagno di 46.000 dollari nel primo week-end (si trattò del maggior incasso nell'area della baia di San Francisco in quella settimana). Successivamente il film è stato distribuito in due sale a Los Angeles, guadagnando $300,000 in 15 settimane. Con la promozione di Coppola, il film fu proiettato al Radio City Music Hall, a New York, nel settembre 1983. Il film fu visto nel teatro newyorkese da oltre seimila persone. Ad ottobre, il film era stato distribuito in 50 sale negli Stati Uniti, Nel 1991, Variety ha stimato in circa 3,2 milioni di dollari i ricavi totali di Koyaanisqatsi.

## Conservazione
Nel 2000 è stato scelto per la conservazione nel National Film Registry della Biblioteca del Congresso degli Stati Uniti.

## Critica
ll noto critico cinematografico statunitense Roger Ebert ha ritenuto che il vero messaggio di Reggio sia "che la natura è meravigliosa e che la civiltà americana è un depredatore putrefatto che sta imponendo all'uomo una vita folle". Ebert aggiunge che nonostante l'utilizzo di una parola hopi come titolo del film, nelle immagini non viene mai mostrato alcun indiano Hopi, segno che per Reggio ciò che si vuole mettere in contrasto non è tanto l'idea di un genere umano che sa convivere con la natura e un altro che la depreda, ma tra un mondo abitato da uomini e uno senza uomini, in cui la natura si manifesta in tutta la sua magnificenza. Tuttavia Ebert ritiene il messaggio di Reggio privo di una riflessione profonda, limitandosi il regista a contrastare la vita fuori controllo della modernità con un sentimentale "ritorno alla natura più pura". Reggio non comprenderebbe insomma che la condizione misera dell'uomo moderno è data da fenomeni come il razzismo, la disoccupazione o la criminalità e il messaggio ambientalistico di Koyaanisqatsi sarebbe fin troppo semplicistico. Queste argomentazioni, in ogni caso, riguardano soltanto l'aspetto tematico del film: di Koyaanisqatsi Ebert elogia invece la resa estetica, descrivendolo come "un'esperienza visiva ed uditiva impressionante" ed affermando che Reggio e Glass hanno realizzato "splendide immagini e suoni".

## Riconoscimenti
- 1984 - Kansas City Film Critics Circle Award per il miglior documentario

## Colonna sonora
La colonna sonora del film è stata composta da Philip Glass. Nel 1983 Glass ha pubblicato un album che contiene solo una parte delle tracce utilizzate nel film, che è interamente musicato. Successivamente Glass ha registrato una nuova versione dell'album del 1983, aggiungendo due tracce e allungando altre tracce presenti nel primo album. Nel 2009 Glass ha pubblicato per la sua etichetta una nuova versione dell'album, con 13 tracce totali per un totale di 76 minuti e 21 secondi. 
Koyaanisqatsi: Original Soundtrack Album from the Film (1983)
1. Koyaanisqatsi – 3:30
2. Vessels – 8:03
3. Cloudscape – 4:41
4. Pruit Igoe – 7:02
5. The Grid – 14:50
6. Prophecies – 8:10

Durata totale: 46:16
Koyaanisqatsi (1998)
1. Koyaanisqatsi – 3:28
2. Organic – 7:43
3. Cloudscape – 4:34
4. Resource – 6:39
5. Vessels – 8:05
6. Pruit Igoe – 7:53
7. The Grid – 21:23
8. Prophecies – 13:36

Durata totale: 73:21
Koyaanisqatsi: Original Motion Picture Score (2009)
1. Koyaanisqatsi – 3:27
2. Organic – 4:57
3. Clouds – 4:38
4. Resource – 6:36
5. Vessels – 8:13
6. Pruit Igoe – 7:51
7. Pruit Igoe Coda – 1:17
8. SloMo People – 3:20
9. The Grid Introduction – 3:24
10. The Grid – 18:06
11. Microchip – 1:47
12. Prophecies – 10:34
13. Translations and Credits – 2:11

Durata totale: 76:21